# Джав-Тобе
Джав-Тобє́ (крим. Cav Töbe, також Крива́) — маловодна річка (балка) в Україні у Керченському районі Автономної Республіки Крим, на Керченському півострові. Ліва притока річки Джеппар-Берди (басейн Качика).

## Опис
Довжина річки 11 км, площа басейну водозбору 39,4 км², найкоротша відстань між витоком і гирлом — 8,07 км, коефіцієнт звивистості річки — 1,60. Формується декількома безіменними балками (струмками) та загатами.

## Розташування
Бере початок на північній околиці села Вулканівка (до 1948 — Джав-Тьобе, крим. Cav Töbe)  . Тече переважно на південний захід понад селом і на південно-східній стороні від села Ярке (до 1948 — Баш-Киргиз, крим. Baş Qırğız)  зливається з балкою (річкою) Баш-Киргиз, утворюючи річку Джеппар-Берди.

## Цікаві факти
- На північній стороні від села Вулканівка розташований грязьовий вулкан Джау-Тепе (120 м)[5][6].
- Витік річки бере початок із заболоченої місцини[5].